# Isola Smith (Shetland Meridionali)
L’Isola Smith (in lingua inglese: Smith Island) è una delle isole che compongono l'arcipelago delle Isole Shetland Meridionali, in Antartide.
Sull'isola non sono presenti stazioni o basi di ricerca scientifica ed è raramente visitata da scienziati o alpinisti.

## Caratteristiche
È situata 72 km a ovest dell'Isola Deception. Ha una lunghezza di 32 km e una larghezza di 8 km. Si estende su una superficie di 206 km2.
La superficie dell'isola è interamente occupata dall'Imeon Range, una dorsale montuosa che si innalza fino ai 2.105 m del Monte Foster, la seconda vetta dell'intero arcipelago. Le cime sempre innevate della dorsale sono visibili da grande distanza.

## Denominazione
La notizia dell'esistenza di quest'isola fu riportata per la prima volta nel 1819 dal capitano William Smith al quale è oggi dedicata. L'isola venne visitata dai cacciatori di foche già nel 1820 e la denominazione è ormai entrata nel linguaggio ufficiale, anche se nella letteratura russa viene comunemente chiamata Isola Borodino o indicata come Borodino (Smith) Island.

## Mappe
- Chart of South Shetland including Coronation Island, &c. from the exploration of the sloop Dove in the years 1821 and 1822 by George Powell Commander of the same. Scale ca. 1:200000. London: Laurie, 1822.
- L.L. Ivanov. Antarctica: Livingston Island and Greenwich, Robert, Snow and Smith Islands. Scale 1:120000 topographic map. Troyan: Manfred Wörner Foundation, 2010. ISBN 978-954-92032-9-5 (First edition 2009. ISBN 978-954-92032-6-4)
- South Shetland Islands: Smith and Low Islands. Scale 1:150000 topographic map No. 13677. British Antarctic Survey, 2009.
- Antarctic Digital Database (ADD). Scale 1:250000 topographic map of Antarctica. Scientific Committee on Antarctic Research (SCAR). Since 1993, regularly upgraded and updated.
- L.L. Ivanov. Antarctica: Livingston Island and Smith Island. Scale 1:100000 topographic map. Manfred Wörner Foundation, 2017. ISBN 978-619-90008-3-0